# 崔普蒂·迪姆里
崔普蒂·迪姆里（1994年2月23日—），印度女演員，主要出演印地語電影。她以驚悚片《母親的告白》（2017年）出道，並在浪漫劇情片《萊拉·馬吉努》（2018年）中首次擔任主角。她憑藉在安維塔·杜特執導的《鬼疫村女》（2020年）和《卡拉的抉擇》（2022年）中的出色表演獲得了影評界的認可，《鬼疫村女》更為她贏得了印度電影觀眾OTT獎。
迪姆里入選了《富比士印度》2021年30位30歲以下精英榜。她憑藉在票房大片《獸性狂徒》（2023年）中飾演配角而人氣飆升，更入圍印度電影觀眾獎最佳女配角。此後又主演了《霉运好孕》和《祖廟鬧鬼記3》（均2024年）。

## 早年
崔普蒂·迪姆里1994年2月23日生於新德里，父母是米納克什·迪姆里（Meenakshi Dimri）與迪內什·迪姆里（Dinesh Dimri）。她的家人來自北阿坎德邦的杰莫利。迪姆里畢業於北方邦菲罗扎巴德的德里公立學校。之後，她在斯里·奧羅賓多學院學習心理學，並到印度影視學院學習表演。

## 備註
1. ↑  她的中文名字在桑德普·雷迪·凡加的推特公告上，被記為「特凶普蒂·迪姆里」[1]。

## 外部連結
- 崔普蒂·迪姆里在互联网电影资料库（IMDb）上的資料（英文）